# Asma
Az Asma kínai eredetű női név, mely egy illatos fűféle kínai nevéből származik.

## Gyakorisága
Az újszülötteknek adott nevek körében az 1990-es években szórványosan fordult elő. A 2000-es és a 2010-es években sem szerepelt a 100 leggyakrabban adott női név között.
A teljes népességre vonatkozóan az Asma sem a 2000-es, sem a 2010-es években nem szerepelt a 100 leggyakrabban viselt női név között.

## Névnapok
április 17.

## Híres Asmák
- Ambrus Asma színművész